# Saint-Appolinard (Isère)
Saint-Appolinard település Franciaországban, Isère megyében. Lakosainak száma 403 fő (2022. január 1.). Saint-Appolinard Bessins, Chatte, Chevrières, Roybon és Saint Antoine l’Abbaye községekkel határos.

## Népesség
A település népessége az elmúlt években az alábbi módon változott:
| Lakosok száma | 305  | 296  | 289  | 380  | 398  | 400  | 409  | 414  | 418  | 403  |
|               | 1968 | 1982 | 1990 | 2006 | 2013 | 2015 | 2017 | 2019 | 2020 | 2022 |